# Francesc Tramulles

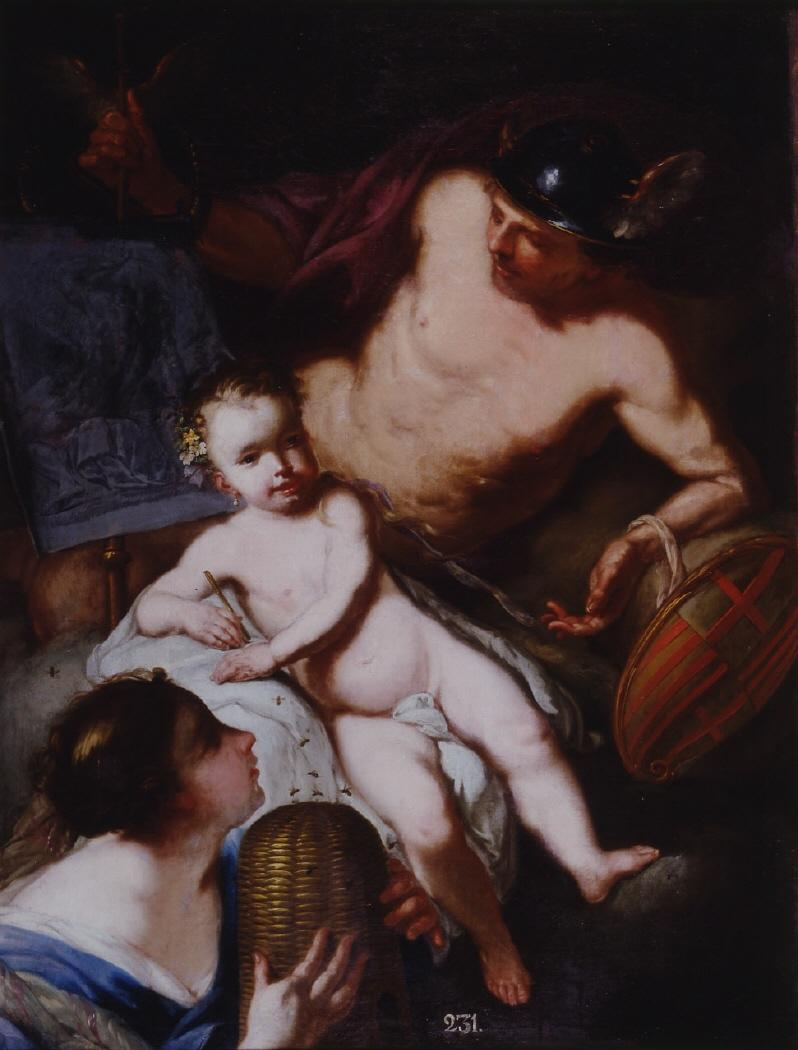
Alegoría de la infancia de la Escuela de las Tres Nobles Artes de Barcelona, 1761. Óleo sobre lienzo, Madrid, Real Academia de Bellas Artes de San Fernando.

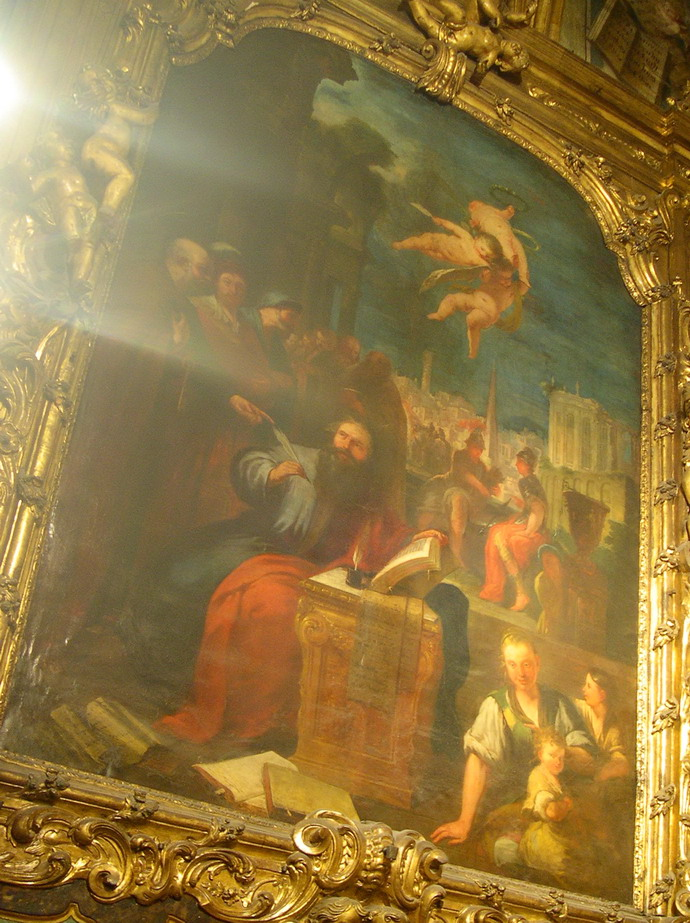
San Marcos en la catedral de Barcelona.

Francesc Tramullas Roig (Barcelona 1722-1773) fue un pintor y dibujante español.

## Biografía
Fue discípulo del pintor Antonio Viladomat y amplió estudios viajando a París. Fue académico de la Academia de Bellas Artes de San Fernando de Madrid y miembro del Colegio de Pintores de Barcelona. 
Junto con su hermano Manuel Tramulles, también pintor, fueron los principales promotores de la primera escuela pública de arte en Barcelona en el año 1747, precursora de la actual Escuela de la Lonja.
Realizó diversos dibujos de las fiestas y cabalgatas que se organizaron en Barcelona en 1759 para la recepción en la ciudad de Carlos III con motivo de su coronación. 

## Obras
- La Virgen del Carmen. Iglesia parroquial de San Juan de Palau de Noguera.
- Cúpula de la capilla del Santo Cristo en la iglesia de Santa María de Igualada.
- Sagrada Familia con San Joaquín y Santa Ana en la ermita de San Sebastián de la Guarda en Palafrugell.
- Martirio de San Narciso en las bóvedas de la Iglesia de Sant Narcís en Gerona.
- Pinturas sobre la vida de San Esteban en la capilla de San Esteban en la catedral de Barcelona.
- Pinturas en la capilla de San Marcos en la catedral de Barcelona.